# Стефанов, Георгий Евгеньевич

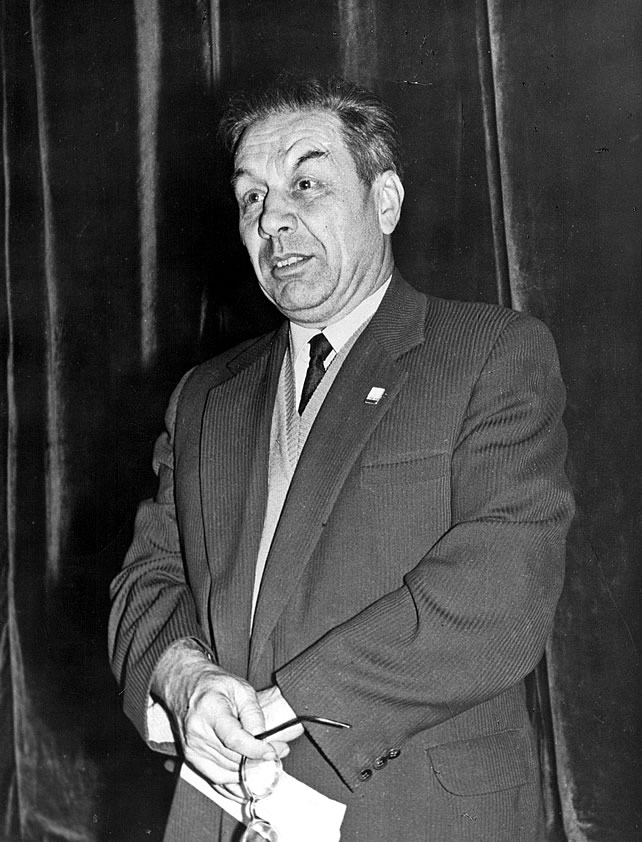
Стефанов Георгий Евгеньевич, актёр театра кукол, режиссёр-постановщик, драматург, композитор.

Стефанов Георгий Евгеньевич (1 апреля 1910, Харьков — 26 мая 1984, Харьков) — актёр театра кукол, режиссёр-постановщик, драматург, композитор. 

## Биография
Георгий Евгеньевич Стефанов родился 1 апреля 1910 года. В 1941 году, оставив  учебу в Харьковском инженерно-строительном институте, он ушёл  на войну солдатом. Награждён медалями. В 1946 году начал творческую карьеру в Харьковском театре кукол, откликнувшись на объявление: «Требуется аккордеонист».
 
В 1952 году художественным руководителем театра назначен Виктор Андреевич Афанасьев, ставший организатором переезда труппы из фанерного балагана, располагавшегося на территории Коммунального рынка, — сначала в более приспособленное помещение на улице Красина, ныне Дом актёра, а 23 августа 1968 года в четырёхэтажное здание в центре города, возведенное по проекту архитектора А. Бекетова. 

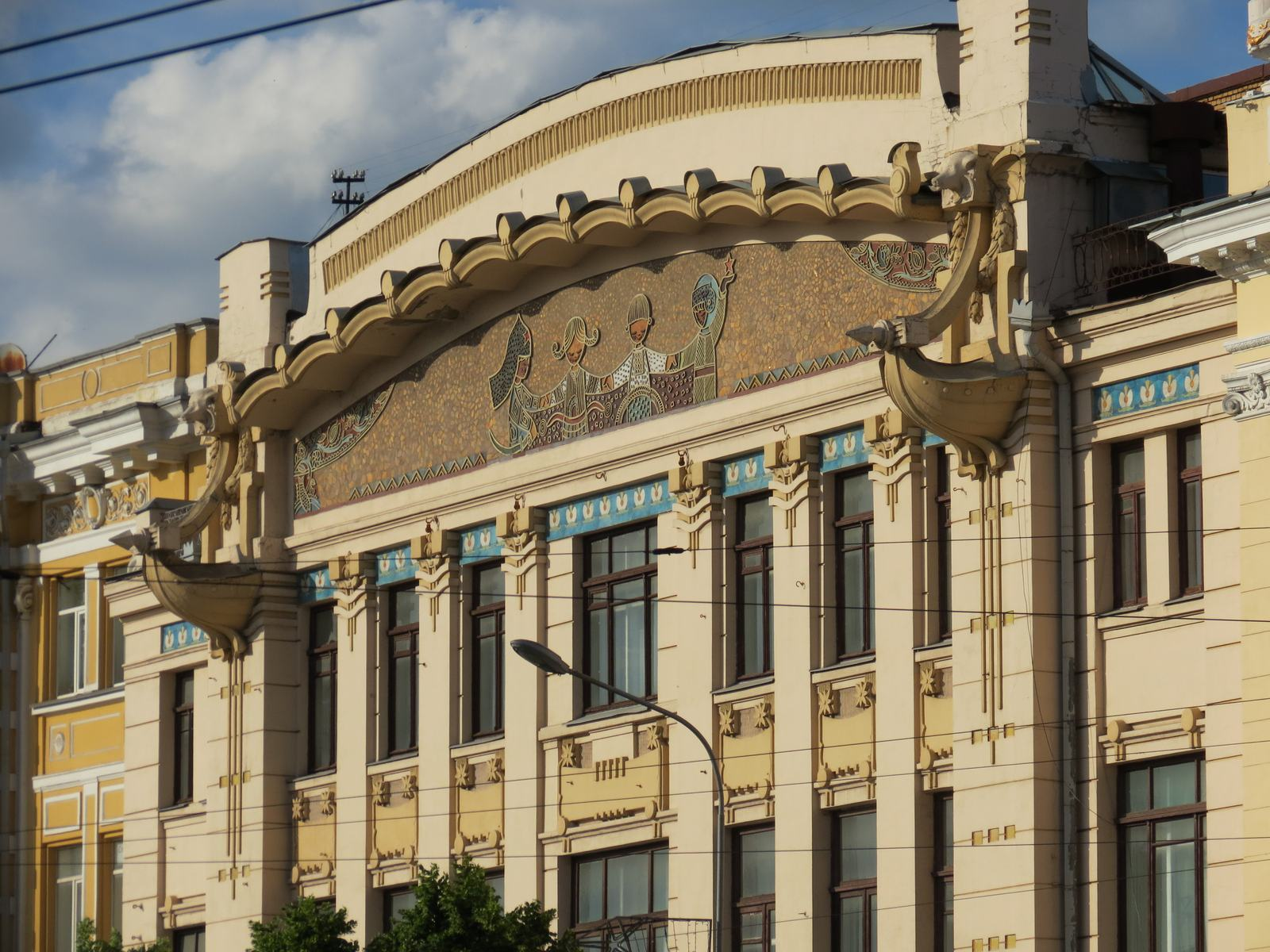

 Здесь в полной мере раскрылись таланты Георгия Евгеньевича Стефанова, как универсальной личности и как творческого лидера театра. Он разработал и внедрил новую концепцию существования театра, как творческо-производственного конвейера, подчинённого единой дисциплине; дополнил детский репертуар театра спектаклями для взрослых, некоторые из которых продолжают жизнь на подмостках в эпоху Миллениум и признаны действующими памятниками театрального искусства; воспитал плеяду актёров-кукольников, которые по уровню творческого и технического мастерства не знали себе равных в Украине и за её пределами. В 1958 году Харьковский театр кукол принял участие во Всесоюзном фестивале детских театров и был признан одним из лучших в СССР. В 1977 году Киевская студия документальных фильмов сняла фильм о Харьковском театре кукол и о Георгие Евгеньевиче Стефанове — «Эти загадочные куклы». В ноябре 2002 года Харьковскому театру кукол был присвоен статус академического, первому из театров кукол Украины.
Георгий Евгеньевич Стефанов, в содружестве с Виктором Андреевичем Афанасьевым, создал Харьковский театр кукол в виде «театральной фабрики», где процесс создания спектакля осуществлялся по принципу распределения функций между цехами: актёрским, режиссёрским, художественным, литературным, декораторским и реквизиторским, костюмерным, музыкально-шумовым, осветительным, администраторским, транспортным, и так далее. Благодаря инновациям, введенным в театральный процесс Георгием Евгеньевичем Стефановым и Виктором Андреевичем Афанасьевым, Харьковский театр кукол достиг невиданных ранее успехов в творчестве и выполнении государственных финансовых планов. Автор пьес для театра кукол: «Лесные часы», «Шалунья», «Случайная пятерка», «Спичка — невеличка», и других. Автор музыки к 12 постановкам, в том числе: «Настоящий товарищ» (1948), С. Преображенский; «Мистер Твистер» (1949), С. Маршак; «Пятак и Пятачок» (1950), Н. Гернет; «Серебряное копытце» (1952), П. Бажов.

## Сыгранные роли
Георгий Евгеньевич Стефанов служил в Харьковском театре кукол с 1946 по 1980 год, занимал должности актёра, помощника режиссёра. Роль Отшельника в спектакле «Чёртова мельница», по пьесе И. Штока, сыгранная в 1956 году, принесла ему известность далеко за пределами Харькова и отмечена наградами многочисленных всесоюзных и международных фестивалей театров кукол. 
Вспоминает Инна Петровна Кагановская, одна из ведущих актрис театра того времени: «Он играл роли, о которых говорила вся республика, его пьесы шли во всех театрах кукол СССР, он долгое время ставил спектакли, и всё это при полном замалчивании, когда дело доходило до каких-либо благ. Сила его таланта выплёскивалась из-за ширмы. Не было ему равных в исполнении роли Отшельника в „Чёртовой мельнице“, и если все имели дублёров, то его роль В. А. Афанасьев никому отдать не мог — после Стефанова любое исполнение казалось ему надругательством над ролью. И Стефанов ежевечерне бессменно играл эту роль в течение более чем 20 лет!».
Роли Георгия Евгеньевича Стефанова в спектаклях Харьковского театра кукол: Отшельник («Чертова мельница», И. Шток), Создатель («Божественная комедия», И. Шток), Тарталья («Король-олень», К. Гоцци), Селих-ага («Запорожец за Дунаем», С. Гулак-Артемовский), Хозяин вертепа («Украинский вертеп»), Отец Федор, дворник Тихон («Двенадцать стульев», И. Ильф, Е. Петров), и другие.

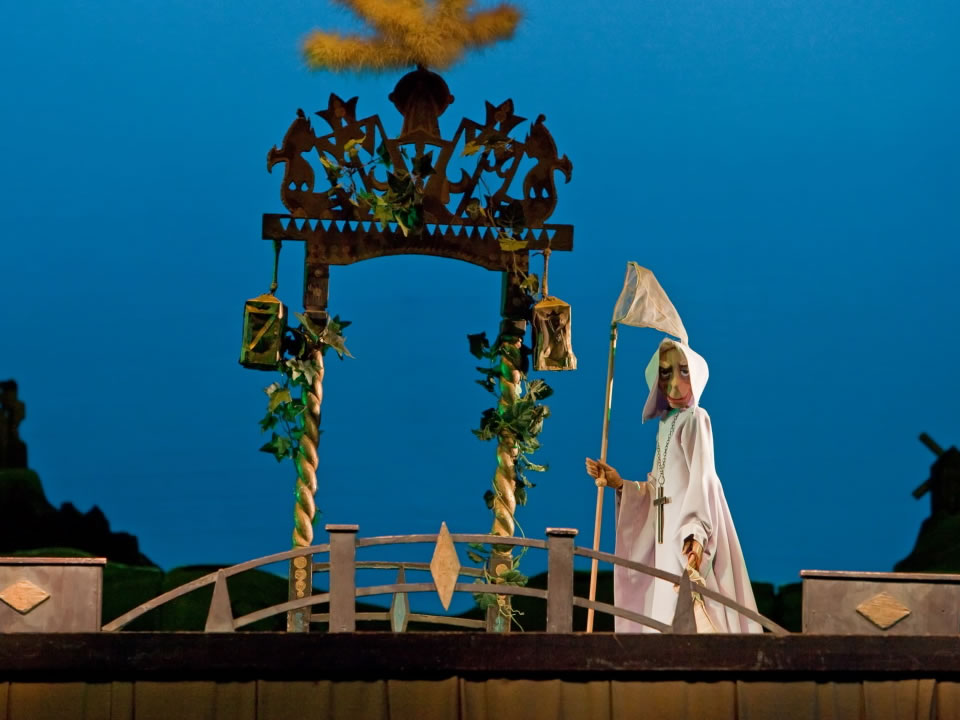

## Эстетика
Соединение визуального натурализма с авангардной режиссурой создало неповторимый феномен харьковской школы искусства кукольного театра. Георгий Евгеньевич Стефанов искал современные подходы к творчеству для актёра и режиссёра, и, кроме того, взял на себя всю педагогическую работу в театре. Психологический театр в системе тростевой куклы — эта идея, разработанная Георгием Евгеньевичем Стефановым до мельчайших деталей, легла в основу художественной платформы, на которой развивался Харьковский театр кукол. Георгий Евгеньевич Стефанов создавал техническую часть спектаклей, делая чертежи и зарисовки конструкций для декораций, придумывал принципиально новые схемы технических установок для спектаклей, которые, в свою очередь, влекли за собой новации в режиссуре. Некоторые достижения в этой области отражены в его публикациях в специализированных всесоюзных изданиях по технике и технологиям театра кукол. В своих статьях он описывал мелочи и детали в техническом оснащении кукольных спектаклей, которые производили зрелищное и эстетическое впечатление на зрителей. Разработанные Георгием Евгеньевичем Стефановым вспышки, трещалки, свистки, краники, из которых текла настоящая вода, трубочки, из которых шёл настоящий дым, создавали иллюзию подлинности театрального действа и вызывали подлинный восторг как у детей, так и у взрослых. Георгий Евгеньевич Стефанов был олицетворением модели Харьковского театра кукол, определяя его творческое лицо, начиная с послевоенного периода до конца 70-х годов XX века.

## Народный артист Украины Алексей Рубинский о Георгии Евгеньевиче Стефанове
«Позже, слушая легенды о Стефанове, я узнавал, что главным «цербером», ревнителем порядка, был Стефанов, он привил всему театру некоторый «страх» за порученную роль. За грубые нарушения производственной дисциплины актер мог серьезно пострадать. Наказуемы были неудачные импровизации, «отсебятины». Вообще, точность мизансценическая, текстовая, были очень важными компонентами общей культуры театра. Принцип был такой, что если существует мизансцена, значит, она существует как единственно верный способ выражения действия и менять ее нельзя. Для этого обязательно нужно было точно выполнять заданный рисунок роли. Если возникали удачные импровизации, то это принималось, неудачные поправлялись, хулиганство преследовалось»... 
«Георгий Евгеньевич охотно делился со мной секретами своего мастерства. Это была школа искусства театра кукол. Он большое значение придавал детали, нюансу, штриху, актерским приспособлениям, всему тому, чего в то время так мало было в театре кукол. Без этого театр кукол мог существовать только как балаган. В стенах Харьковского театра Стефанов увел куклу от примитива, он сделал из куклы искусство. От его нюансов кукла моментально приобретала психологизм , в то время как на каждом шагу можно было слышать, что кукла не выдерживает психологии! Стефанов доказывал обратное существующим стереотипным взглядам на природу театра кукол и методично прививал психологию в театре. Помногу раз он показывал мне значение того или иного движения куклы, поворота головы, взгляда; заставлял выверять найденный рисунок роли и учил мыслить на сцене, почему данное действие должно выражаться именно в той, а не в иной форме. Это были основы психологического театра кукол»... 
«Значение творчества Георгия Евгеньевича Стефанова столь велико для истории Харьковского театра кукол, что оно переходит границы одного театра: Стефанов был одним из тех творческих лидеров, который определил место Харьковского театра кукол в мировом сообществе кукольников»...

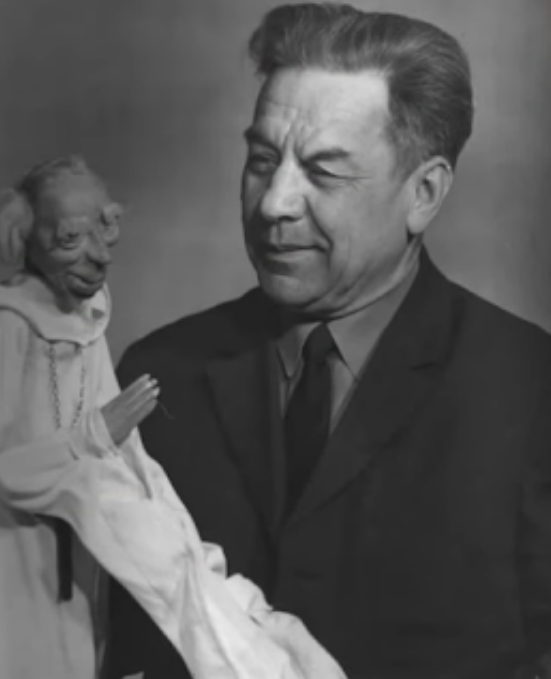
Стефанов с куклой Отшельника